# Arenaria mukerjeeana
Arenaria mukerjeeana là loài thực vật có hoa thuộc họ Cẩm chướng. Loài này được (Majumdar) H.Hara mô tả khoa học đầu tiên năm 1976.